# Austrian Football Division Ladies

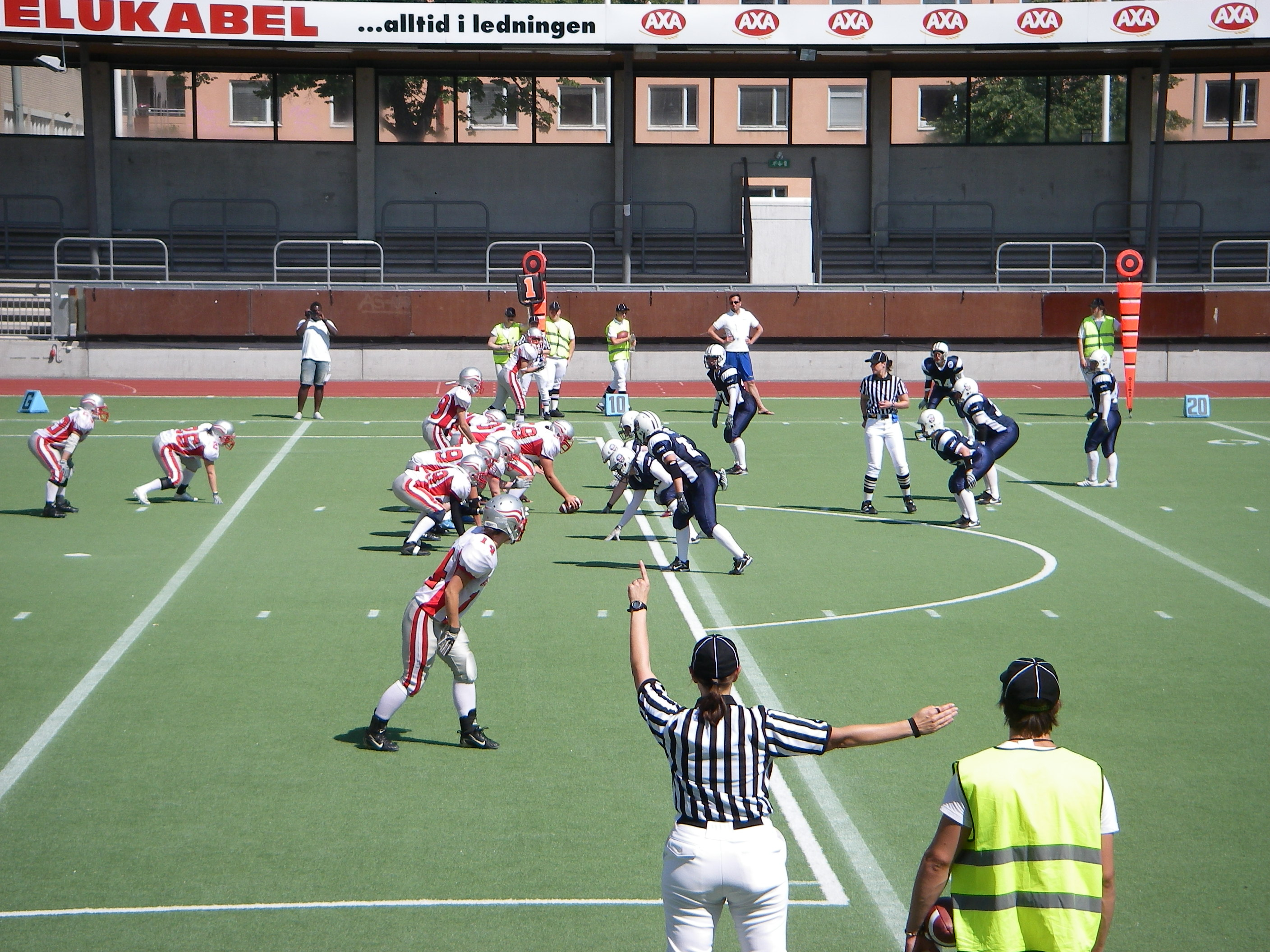
Spiel der Football-Damen Österreichs gegen Finnland bei der IFAF Weltmeisterschaft 2010

Die Austrian Football Division Ladies (AFDL) ist die höchste Damenspielklasse im American Football in Österreich und wird unter Verantwortung des American Football Bund Österreich (AFBÖ) ausgetragen. Die AFDL wird auf Amateurbasis ausgetragen.

## Teams der Ladies League 2024
- Salzburg Ducks Ladies (Salzburg)
- SG Swarco Raiders Ladies/Schwaz Hammers Ladies (Innsbruck/Schwaz)
- Vienna Vikings Ladies (Wien)

## Teams der Ladies League 2016
- Budapest Wolves Ladies (Budapest)
- Vienna Vikings Ladies (Wien)
- Danube Dragons Ladies (Wien)
- Schwaz Hammers Ladies (Schwaz)
- Projekt Spielberg Graz Giants Ladies (Graz)
- Telfs Patriots Ladies (Telfs)

## Teams der Ladies League 2014
- Budapest Wolves Ladies (Budapest)
- Raiffeisen Vikings Ladies (Wien)
- Danube Dragons Ladies (Wien)
- Schwaz Hammers Ladies (Schwaz)

## Teams der Ladies League 2009
- Black Widows Women Football (Graz)
- Budapest Wolves Ladies (Budapest)
- Raiffeisen Vikings Ladies (Wien)
- AFC Kornmesser Rangers Ladies (Mödling)
- Danube Dragons Ladies (Wien)

## Ladiesbowl
Der Ladiesbowl ist das Endspiel der Austrian Football Division Ladies (AFDL) um den Titel des Österreichischen Meisters im American Football der Damen und wurde erstmals im Jahr 2000 ausgespielt.
| Nr.   | Jahr | Finaldatum   | Sieger                                 | Finalist                                                     | Resultat                                                     | Austragungsort                                               |
| ----- | ---- | ------------ | -------------------------------------- | ------------------------------------------------------------ | ------------------------------------------------------------ | ------------------------------------------------------------ |
| I     | 2000 | –            | Graz Black Widows                      | Vienna Vikings Mermaids                                      | 36:24                                                        |                                                              |
| II    | 2001 | –            | Graz Black Widows                      | Vienna Vikings Mermaids                                      | 53:20                                                        |                                                              |
| III   | 2002 | –            | Graz Black Widows                      | Chrysler Vikings Ladies                                      | 34:13                                                        |                                                              |
| IV    | 2003 | –            | Chrysler Vikings Ladies                | Graz Black Widows                                            | 43:00                                                        |                                                              |
| V     | 2004 | –            | Chrysler Vikings Ladies                | Ranger Roughnecks                                            | 70:00                                                        |                                                              |
| VI    | 2005 | –            | Chrysler Vikings Ladies                | Graz Black Widows                                            | 73:00                                                        |                                                              |
| VII   | 2006 | 9. Juli      | Dodge Vikings Ladies                   | Graz Black Widows                                            | 31:7                                                         | Stadion Traun, Traun                                         |
| VIII  | 2007 | 7. Juli      | Dodge Vikings Ladies                   | Graz Black Widows                                            | 31:6                                                         | Sportplatz Rudersdorf, Rudersdorf                            |
| IX    | 2008 | 22. Juni     | Dodge Vikings Ladies                   | Graz Black Widows                                            | 26:6                                                         | Footballzentrum Ravelinstraße, Wien                          |
| X     | 2009 | 5. Juli      | Raiffeisen Vikings Ladies              | Budapest Wolves Ladies                                       | 70:50                                                        | Footballzentrum Ravelinstraße, Wien                          |
| XI    | 2010 | 7. November  | Raiffeisen Vikings Ladies              | Graz Black Widows                                            | 40:24                                                        | Graz                                                         |
| XII   | 2011 | 26. Juni     | Raiffeisen Vikings Ladies              | Budapest Wolves Ladies                                       | 27:12                                                        | Budapest                                                     |
| XIII  | 2012 | 7. Oktober   | Raiffeisen Vikings Ladies              | Budapest Wolves Ladies                                       | 55:0                                                         | Footballzentrum Ravelinstraße, Wien                          |
| XIV   | 2013 | 12. Oktober  | Raiffeisen Vikings Ladies              | Budapest Wolves Ladies                                       | 50:0                                                         | Footballzentrum Ravelinstraße, Wien                          |
| XV    | 2014 | 20. Juli     | Raiffeisen Vikings Ladies              | Danube Dragons                                               | 25:0                                                         | Footballzentrum Ravelinstraße, Wien                          |
| XVI   | 2015 | 31. Oktober  | Vienna Vikings Ladies                  | Danube Dragons                                               | 26:14                                                        | Footballzentrum Ravelinstraße, Wien                          |
| XVII  | 2016 | 29. Oktober  | Vienna Vikings Ladies                  | Budapest Wolves Ladies                                       | 31:0                                                         | Footballzentrum Ravelinstraße, Wien                          |
| XVIII | 2017 | 26. November | Vienna Vikings Ladies                  | Danube Dragons                                               | 27:0                                                         | Footballzentrum Ravelinstraße, Wien                          |
| XIX   | 2018 | 17. November | Vienna Vikings Ladies                  | SG Danube Dragons/Graz Giants Ladies                         | 31:16                                                        | Footballzentrum Ravelinstraße, Wien                          |
| XX    | 2019 | 16. November | Vienna Vikings Ladies                  | Schwaz Hammers Ladies                                        | 44:0                                                         | Footballzentrum Ravelinstraße, Wien                          |
| XXI   | 2020 | –            | Vienna Vikings Ladies                  | Meisterschaftsende nach 4 Spieltagen wegen COVID-19-Pandemie | Meisterschaftsende nach 4 Spieltagen wegen COVID-19-Pandemie | Meisterschaftsende nach 4 Spieltagen wegen COVID-19-Pandemie |
| XXII  | 2021 | 14. November | Vienna Vikings Ladies                  | Salzburg Ducks Ladies                                        | 34:21                                                        | Footballzentrum Ravelinstraße, Wien                          |
| XXIII | 2022 | 12. November | Vienna Vikings Ladies                  | Telfs Patriots Ladies                                        | 48:0                                                         | Sportzentrum Telfs                                           |
| XXIV  | 2023 | 19. November | Vienna Vikings Ladies                  | SG Telfs Patriots/Schwaz Hammers Ladies                      | 58:0                                                         | Footballzentrum Ravelinstraße, Wien                          |
| XXV   | 2024 | 28. Juli     | SG Raiders Tirol/Schwaz Hammers Ladies | Salzburg Ducks Ladies                                        | 72:56                                                        | Ergo Arena, Wiener Neustadt                                  |

### Ladies Bowl-Gewinner seit 2000
- 21 × Vienna Vikings Ladies (3 × als Chrysler Vikings, 3 × als Dodge Vikings, 6 × als Raiffeisen Vikings)
- 3 × Graz Black Widows
- 1 × SG Raiders Tirol/Schwaz Hammers Ladies